# دوارتي فريتاس
دوارتي فريتاس (بالبرتغالية: Duarte Freitas‏) هو سياسي برتغالي، ولد في 10 أغسطس 1966 في البرتغال. حزبياً، نشط في الحزب الديمقراطي الاجتماعي (البرتغال). في انتخابات البرلمان الأوروبي 2004، انتخب عضو في البرلمان الأوروبي عن دائرة البرتغال ‏ لترشحه ضمن قائمة الحزب الديمقراطي الاجتماعي (البرتغال)، وقد انضم خلال فترته النيابية (20 يوليو 2004 – 13 يوليو 2009) للكتلة البرلمانية الكتلة البرلمانية لحزب الشعب الأوروبي.